# Boljarovo
Boljarovo (búlgaro: Болярово) é uma cidade da Bulgária, localizada no distrito de Yambol. A sua população era de 1,303 habitantes segundo o censo de 2010.

## População
| Boljarovo | Boljarovo | Boljarovo | Boljarovo | Boljarovo | Boljarovo | Boljarovo | Boljarovo | Boljarovo | Boljarovo | Boljarovo | Boljarovo | Boljarovo | Boljarovo | Boljarovo | Boljarovo | Boljarovo | Boljarovo | Boljarovo | Boljarovo |
| --- | --------- | --------- | --------- | --------- | --------- | --------- | --------- | --------- | --------- | --------- | --------- | --------- | --------- | --------- | --------- | --------- | --------- | --------- | --------- |
| Ano | 1887      | 1910      | 1934      | 1946      | 1956      | 1965      | 1975      | 1985      | 1992      | 2001      | 2002      | 2003      | 2004      | 2005      | 2006      | 2007      | 2008      | 2009      | 2010      |
| População |           |           |           | …         | …         | 1,663     | 1,326     | 1,792     | 1,916     | 1,515     | 1,490     | 1,463     | 1,450     | 1,391     | 1,366     | 1,357     | 1,337     | 1,307     | 1,303     |
| Fontes: Instituto Nacional de Estatísticas, „citypopulation.de“, „pop-stat.mashke.org“, Bulgarian Academy of Sciences |           |           |           |           |           |           |           |           |           |           |           |           |           |           |           |           |           |           |           |